# Жељко Благојевић
Жељко Благојевић - Чаки је српски ултрамаратонац из Челинца, код Бање Луке, у Републици Српској. У знак протеста против проглашења независности Косова, он је претрчао стазу од Бање Луке до Косовске Митровице прешавши притом преко 800 km за 9 дана. Кренуо је из Бање Луке 14. марта 2008. а у Косовску Митровицу је стигао 23. марта. Слоган ове акције је гласио „Прошетајмо до Косова и Метохије“. 
| „                                                     | На овај начин желим да искажем протест због нелегалног проглашења независности Косова и Метохије и покажем саосећање са Србима који тамо живе. Да им поручим да знамо да је Косово и Метохија наше срце и душа и да су тамо највеће српске светиње. Желим да покажем да Косово и Метохија нису, како се некима можда чини, далеко и да мотивишем људе из Републике Српске, Србије и Црне Горе да иду у јужну српску покрајину јер је она део нас. | ” |
| — Жељко Благојевић, 23. март 2008, Косовска Митровица | |   |

Више пута је победио на Фрушкогорском ултрамаратону, на којем држи и рекорд стазе.

## Награде и признања
- Плакета Свети Стефан (уручио предсједник Републике Српске Рајко Кузмановић)